# Lina Frieb
Lina Frieb, eigentlich Karoline Frieb, verheiratete Karoline Mühldorfer, (26. November 1845 in Wien – 27. August 1876 in Leipzig) war eine deutsche Opernsängerin (Sopran).

## Leben
Lina Frieb, die Tochter der Schauspielerin und Sängerin Minona Frieb-Blumauer und des Ingenieurs Emanuel Frieb, widmete sich der Bühnenlaufbahn und erhielt von ihrer Mutter den ersten dramatischen Unterricht. Gesangsstunden nahm sie bei Chorleiter Johann Elsler in Berlin.
Sie debütierte am 24. November 1864 am Königlichen Hoftheater in Hannover als „Benjamin“ in Josef und seine Brüder von Étienne-Nicolas Méhul. 1866 kam sie als Soubrette an die königliche Oper nach Berlin, wo sie bis 1868 blieb, sang danach ein Jahr am Stadttheater in Leipzig und stand am 31. Mai 1869, nach kurzer, aber erfolgreicher Künstlerlaufbahn als „Ännchen“ zum letzten Mal auf der Bühne.
Auch „Zerline“ in Fra Diavolo und „Marie“ in Zar und Zimmermann waren vortreffliche Leistungen der beliebten Sängerin.
Sie heiratete 1872 den Kapellmeister Wilhelm Mühldorfer.